# Kishangarh Renwal
Kishangarh Renwal là một thành phố và khu đô thị của quận Jaipur thuộc bang Rajasthan, Ấn Độ.

## Nhân khẩu
Theo điều tra dân số năm 2001 của Ấn Độ, Kishangarh Renwal có dân số 27.563 người. Phái nam chiếm 52% tổng số dân và phái nữ chiếm 48%. Kishangarh Renwal có tỷ lệ 59% biết đọc biết viết, thấp hơn tỷ lệ trung bình toàn quốc là 59,5%: tỷ lệ cho phái nam là 72%, và tỷ lệ cho phái nữ là 46%. Tại Kishangarh Renwal, 17% dân số nhỏ hơn 6 tuổi.